# Beta-glukan
β-glukani so naravni polisaharidi, ki se nahajajo v celični steni kvasovk in bakterij, najdemo pa jih tudi v gobah, žitaricah in morskih algah. Gre za linearno molekulo, ki jo sestavljajo glukozne enote med seboj povezane z 1-3 vezmi. Osnovna veriga pa je preko 1-6 ali 1-4 vezi razvejana z oligosaharidnimi stranskimi verigami.

## Fizikalno-kemijske lastnosti β-glukanov
Struktura β-glukanov se med seboj razlikuje po molekulski masi, dolžini in razvejanosti, posledično pa tudi v primarni, sekundarni in terciarni strukturi. Stranske verige so pripete z 1-4 ali 1-6 vezmi na osnovno verigo in dajejo s tem specifičnost β-glukanom. Tako najdemo v bakterijah 1-4 povezave, v glivah pa 1-6. V vodni raztopini so β-glukani v trojni ali enojni vijačnici oziroma v naključni spirali.  Te fizikalno-kemijske razlike vplivajo na biološko aktivnost β-glukanov Vpliv β-glukanov na imunski sistem je odvisen od njihove konformacijske kompleksnosti. Višja kot je kompleksnost, močnejši je imunomodulatorni in protirakavi učinek.

## Analizne metode
Strukturo β-glukanov ugotavljamo s tekočinsko kromatografijo (LC), masno spektrometrijo (MS), tekočinsko kromatografijo visoke ločljivosti (HPLC) ter X- žarkovno rentgensko kristalografijo. Zaradi kemijskih modifikacij prihaja do sprememb v konformaciji, zato s temi metodami ne moremo povsem potrditi odnos med strukturo in delovanjem. Zato je bolj primerna metoda obarvanja z anilinom, ki ohrani naravno konformacijo β-glukanov. Ta metoda ima dobro specifičnost, njena omejitev pa je, da meri le 1-3 vezi.

## Farmakokinetika in farmakodinamika
Za večino β-glukanov velja, da so neprebavljivi. V GIT-u jih črevesna mikroflora pri fermentaciji cepi na manjše enote. Porazdeljevanje β-glukanov po telesu (farmakokinetika) in načine njihovega učinkovanja (farmakodinamika) so proučevali pri živalih in ljudeh.

### Študije na živalih
Podganam so dajali radioaktivno označen β-glukan ter proučevali absorbcijo in tkivno porazdelitev. Ugotovljeno je bilo, da se 5 minut po zaužitju večina β-glukana nahaja v dvanajstniku in želodcu. Kljub majhni koncentraciji v krvi (0.5 %) pride do efektivnih imunomodulatornih učinkov, ki zajamejo humoralni in celični imunski odziv.
Intravensko aplicirane β-glukane, pa so proučevali s kovalentno vezanim fluoroforom.
Ugotovitve so pokazale, da molekulska masa, razvejanost in konformacija vplivajo na t1/2 eliminacije, Vd in izčistek.

### Študije na ljudeh
Proučevali so varnost in toleranco peroralno zaužitih β-glukanov. Primerjali so različne jakosti dnevno zaužitih β-glukanov 4 dni zapored in ugotovili, da ni prišlo do nobenih neželenih učinkov. 

## Biološka aktivnost in uporaba β-glukanov
β-glukani so modifikatorji biološkega odziva z imunomodulatornim delovanjem., 
 Splošno imunomodulatorji delujejo kot imunostimulanti in imunosupresanti, β-glukani pa imajo le imunostimulativni učinek. Ta učinek je bil potrjen s študijami na različnih živalskih vrstah kot tudi na ljudeh. Ko pride telo v stik z mikroorganizmom (bakterija, gliva, virus, parazit), se aktivira prirojeni imunski sistem. Ta prepozna mikroorganizem preko receptorjev PRR, ki se nahajajo na makrofagih, dendritičnih celicah, nevtrofilcih in naravnih celicah ubijalkah. Ligandi za te receptorje so visoko ohranjene strukture mikroorganizmov, ki se imenujejo PAMP. β-glukani imajo vlogo PAMP-a, receptorji PRR pa so TLR-2, dektin-1 in CR3. Aktivacija receptorjev TLR-2 in dektin-1 poveča izločanje citokinov IL-2, IL-6, IL-10, IL-12 , IL-23 in TNF-α, ki so del pridobljenega imunskega sistema. Ti citokini aktivirajo B-celice, ki so odgovorne za humoralni imunski odziv ali pa aktivirajo receptorje CR3 na naravnih celicah ubijalkah, ki povzročijo lizo tarčnih celic. β-glukani z vezavo na receptorje CR3 na nevtrofilcih pa povzročijo fagocitozo tarčnih celic  β-glukani, še posebej tisti, izolirani iz kvasovk, tako odstranjujejo povzročitelja. bolezni (bakterija, virus, gliva, parazit) in lajšajo simptome okužb zgornjega respiratornega trakta ter izboljšajo splošno počutje.
β-glukani izolirani iz ječmena in gob uspešno znižujejo nevarnost ateroskleroze in srčno-žilnih bolezni, saj vežejo holesterol in žolčne kisline in s tem zmanjšajo njihovo absorbcijo in posledično njihovo koncentracijo v krvi.
Črevesna mikroflora fermentira žolčne kisline na krajše maščobne kisline, ki se absorbirajo in inhibirajo sintezo holesterola v jetrih.
Ker so β-glukani pretežno neprebavljivi, olajšajo peristaltiko, izboljšajo črevesne težave in pomagajo pri obstipaciji.
β-glukani izolirani iz gliv in gob imajo vlogo dopolnilne terapije pri rakavih pacientih, ki se zdravijo s kemoterapijo ali radioterapijo. Delujejo radioprotektivno, stimulirajo hematopoezo, z angiogenezo zavirajo proliferacijo tumorskih celic  in delujejo citostatično. Ščitijo rakave bolnike pred infekcijami z bakterijami in praživalmi.  β-glukani nimajo direktne citotoksičnosti. Delujejo posredno z vezavo na dektin-1 in TLR-2 receptor na makrofagih. Sledi razgraditev β-glukanov na manjše fragmente, ki se vežejo na CR3 receptor na granulocitih. Tako vezani β-glukani uničijo tumorske celice.
Narejena je bila študija na bolnikih, ki so prejemali hkrati kemoterapijo in β-glukane. Izkazalo se je, da noben pacient ni dobil nobenih novih simptomov, 60 % pacientov je poročalo o dobrem splošnem počutju, 40 % pacientov, ki so se zaradi kemoterapije počutili utrujeno pa so se počutili bolje. Pri pacientih so primerjali število krvnih celic v času, ko so prejemali le kemoterapijo in potem, ko so prejemali kombinirano terapijo z β-glukani. Izakazalo se je, da se je število krvnih celic močno povečalo, še posebej belih. Rakavi bolniki, dobro prenašajo β-glukane, saj niso poročali o nobenih neželenih učinkih ali toksičnosti.